# Dendrobium calyptratum
Dendrobium calyptratum är en orkidéart som beskrevs av Johannes Jacobus Smith. Dendrobium calyptratum ingår i släktet Dendrobium, och familjen orkidéer. Inga underarter finns listade i Catalogue of Life.